# Styloniscus phormianus
Styloniscus phormianus är en kräftdjursart som först beskrevs av Charles Chilton 1901.  Styloniscus phormianus ingår i släktet Styloniscus och familjen Styloniscidae. Inga underarter finns listade i Catalogue of Life.